# Lola Montez
Lola Montez (egentligen Maria Dolores Eliza Rosanna Gilbert; också stavat Lola Montéz), född 17 februari 1821 i Grange i grevskapet Sligo i Irland, död 17 januari 1861 i New York, var en irländsk skådespelerska och dansös.

## Biografi
Lola Montez far var skotsk officer och hennes mor av spansk-kreolsk härkomst.
Montez debuterade 1843 på Her Majesty's Theatre i London och reste sedan runt på kontinenten som spansk dansös. Hon är inte så mycket berömd för sin dans- och skådespelarkonst som för sin skönhet och för sina förhållanden med bland andra Franz Liszt och Alexandre Dumas den äldre samt, inte minst, mätress åt kung Ludvig I av Bayern (från 1846).
Montez blandade sig livligt i politiken och kungen utnämnde henne till "grevinna von Landsfeld" (Gräfin Marie von Landsfeld). Bland allmänheten växte emellertid missnöjet med kungens svaghet för henne och det utbröt oroligheter i landet. Montez tvingades fly i mars 1848 och några dagar senare abdikerade Ludvig som en följd av parets skandalomsusade affär.
Efter affären med Ludvig värvades Montez av den amerikanske nöjeskungen Phineas Taylor Barnum och turnerade i USA omgiven av rykten om ett synnerligen sedeslöst och luxuöst leverne. Hon avled i fattigdom i New York.

## Eftermäle
Lola Montez liv gestaltas i filmen Lola Montez – kurtisanen från 1955.
Det danska hårdrocksbandet Volbeat har skrivit en låt till hennes ära.
Lola Montez var en av de 36 berömda skönheter som porträtterades i Schönheitengalerie (Skönhetsgalleriet) i München mellan 1827 och 1850. 

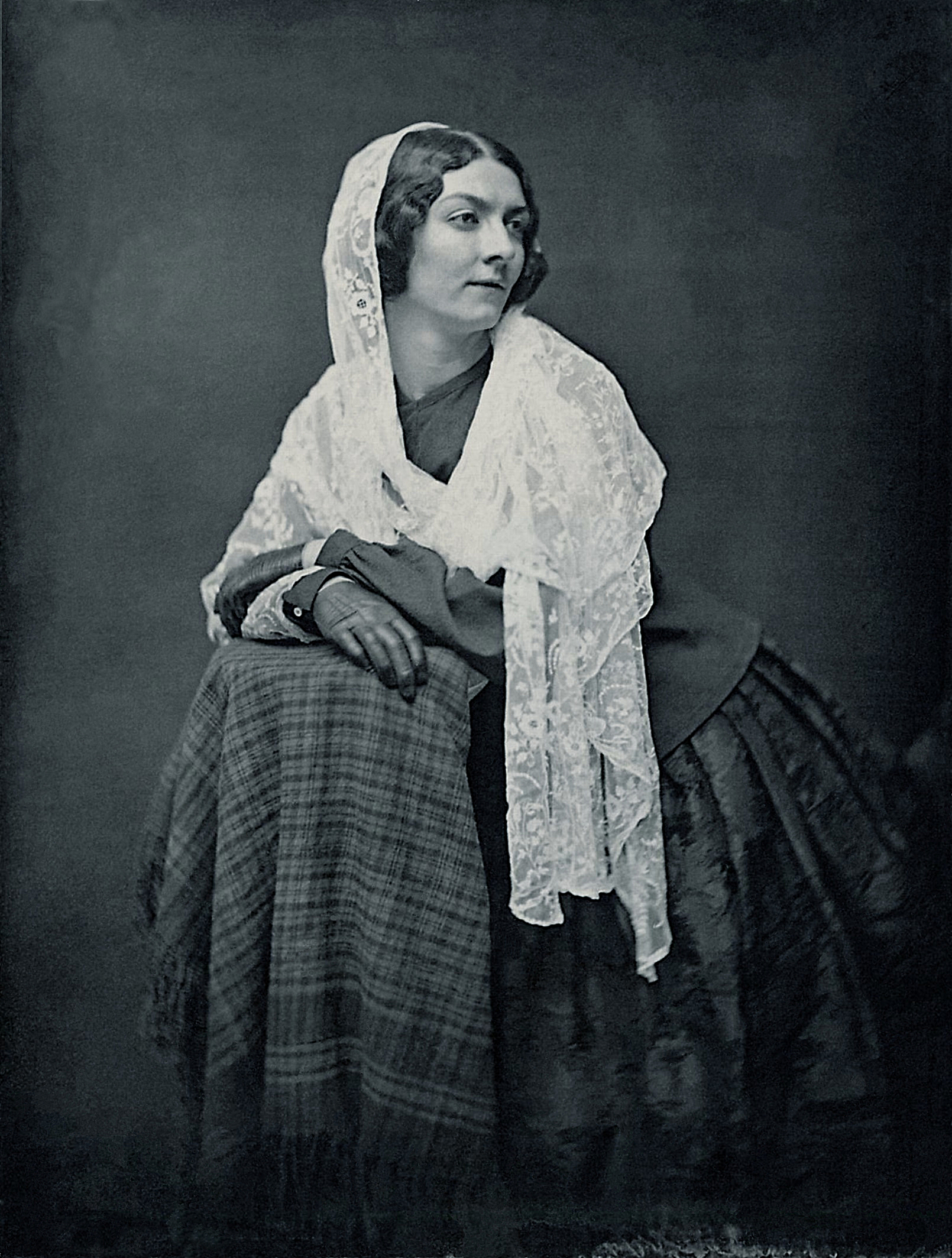
Lola Montez, daguerrotyp från 1851.
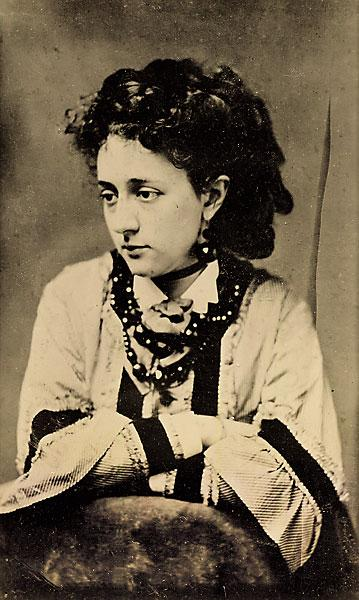
Lola Montez, cirka 1853–1855.